# Multicanal (Paraguay)
Multicanal fue una compañía argentina afincada en Paraguay y operada por el Grupo Clarín de Buenos Aires. Ofrecía servicios de televisión por cable e Internet. A mediados de 2009 pasó a llamarse Cablevisión.
El 11 de septiembre de 1989, Cable Visión Comunicaciones o CVC se creó por la fusión con Video Cable Privado (VCP) y Asunción Video Cable, lo cual estaba absorbiendo algunas empresas de televisión por cable tanto en Asunción y Gran Asunción como en el interior del país.

## Monopolio
Desde su llegada al Paraguay en 2005, Multicanal absorbió a toda su posible competencia en Asunción, adquiriendo la totalidad de Consorcio Multipunto Multicanal (CMM), su principal competidor en ese entonces, dejando sin alternativas a sus usuarios. En marzo de 2008 lanza su servicio de Televisión Digital (Cable) para Asunción, Gran Asunción, Filadelfia, Ciudad del Este y Paraguari, cuyo paquete de entrada es el paquete básico (76 canales) y un paquete adicional con 108 canales (51 canales varios, 53 canales de audio y 9 radios).

## Patrocinios
- Sportivo Luqueño

## Canales propios
- Cine Click: Emitía películas de Hollywood durante las 24 horas del día
- MC Sports: eventos deportivos nacionales e internacionales. Actualmente, el canal emite como Tigo Sports.